# Anthurium sinuatum
Anthurium sinuatum är en kallaväxtart som beskrevs av George Bentham och Heinrich Wilhelm Schott. Anthurium sinuatum ingår i släktet Anthurium och familjen kallaväxter. Inga underarter finns listade.